# فعل لفيف
الفعل اللفيف هو الفعل الذي كان حرفان من حروفه الأصلية مُعتلَّة.

## أقسامه
- اللفيف المفروق: وهو ما كانت لامه وفاؤه حرفي علة.

وهو يعامل في إسناده معاملة المثال من حيث الفاء، ومعاملة الناقص من حيث اللام، فنقول في الفعل (وقى) مثلًا :
1. الماضي : وقيت ـ وقينا ـ وقوا ـ إلخ
2. المضارع: أقى ـ نقى ـ يقيان ـ يقون ـ إلخ
3. الأمر: قه ـ قيا ـ قوا.

على وزن : (عه ـ علا ـ عوا).
- اللفيف المقرون: وهو ما كانت عينه ولامه حرفي علة.

وهو يعامل معاملة الفعل الناقص من حيث اللام، وتبقى عينه دون تغيير، فنقول:
1. الماضي : طويت ـ طوينا ـ طووا ـ طوت.
2. المضارع : أطوي ـ نطوي ـ يطوون ـ تطوين ـ لم أطو ـ لم نطو ـ لم يطووا ـ لم تطوي.
3. الأمر : اطوِ ـ اطويا ـ اطووا ـ اطوي.[1]